# Хорунжий Михайло Васильович

Могила Михайла Хорунжого на Байковому кладовищі

Хору́нжий Миха́йло Васи́льович (22 травня 1920, село Келегеї, тепер Голопристанського району Херсонської області — 19 квітня 1991, Київ) — український радянський державний і партійний діяч. Депутат Верховної Ради УРСР 5—10-го скликань. Кандидат у члени ЦК КПУ в 1960—1976 роках. Член ЦК КПУ в 1976—1986 роках.

## Біографія
Народився в селянській родині. У 1922 році батьки переїхали на помешкання до села Залізний Порт Голопристанського району, де з 1930 по 1947 рік працювали в колгоспі.
У 1928—1936 роках — учень залізничної неповної середньої школи. У 1936 році вступив до Херсонської технічної школи сільськогосподарського машинобудування звідки перейшов на робітничий факультет при Херсонському сільськогосподарському інституті, який закінчив у 1938 році.
З вересня 1938 по 1941 рік — студент зоотехнічного факультету Херсонського сільськогосподарського інституту. У 1939 році вступив до комсомолу.
З липня 1941 року — служба в Червоній армії. У липні — серпні 1941 року — солдат запасного артилерійського полку у місті Дніпропетровську. У серпні — жовтні 1941 року — курсант полкової школи 10-го запасного корпусного артилерійського полку у станиці Усть-Лабинська Краснодарського краю. У жовтні 1941 — травні 1942 року — курсант Краснодарського артилерійського мінометного училища.
Учасник німецько-радянської війни. У травні — серпні 1942 року — командир управління 120- мм мінометної батареї 104-го артилерійського окремого дивізіону 115-ї кавалерійської дивізії Південного фронту. У серпні 1942 — лютому 1943 року — командир взводу управління, у лютому — травні 1943 року — заступник командира 76-мм артилерійської батареї 1177-го стрілецького полку 347-ї стрілецької дивізії Північно-Кавказького фронту. У травні 1943 — квітні 1944 року — командир 120-мм мінометної батареї 1177-го стрілецького полку 347-ї стрілецької Мелітопольської дивізії 4-го Українського фронту. У квітні 1944 — вересні 1945 року — заступник командира 1177-го стрілецького полку з артилерії 347-ї стрілецької Мелітопольської дивізії 1-го, 2-го, 3-го Прибалтійського та Ленінградського фронтів.
Член ВКП(б) з червня 1943 року.
У вересні 1945 — лютому 1946 року — заступник командира 858-го мінометного полку зі стройової підготовки, у лютому — червні 1946 року — командир артилерійського дивізіону 907-го артилерійського полку 622-ї артилерійської бригади Уральського військового округу в місті Кунгур.
Після демобілізації у червні 1946 році продовжив навчання у інституті. Одночасно з червня 1946 по жовтень 1947 року працював комсоргом Херсонського сільськогосподарського інституту. У 1948 році закінчив зоотехнічний факультет Херсонського сільськогосподарського інституту.
1 березня 1948 — 20 лютого 1952 року — асистент, викладач кафедри економіки та організації соціалістичних сільськогосподарських підприємств Херсонського сільськогосподарського інституту.
26 січня 1952 — 4 грудня 1954 року — директор Скадовської машинно-тракторної станції (МТС) Херсонської області.
4 грудня 1954 — 28 березня 1956 року — 1-й секретар Цюрупинського районного комітету КПУ Херсонської області.
16 березня 1956 — 22 січня 1957 року — інспектор, 22 січня — грудень 1957 року — заступник завідувача відділу партійних органів ЦК КПУ.
25 листопада 1957 — 11 січня 1958 року — 2-й секретар Одеського обласного комітету КПУ.
5 лютого 1958 — 7 січня 1963 року — голова виконавчого комітету Одеської обласної ради депутатів трудящих. 7 січня 1963 — 4 грудня 1964 року — голова виконавчого комітету Одеської сільської обласної ради депутатів трудящих. 4 грудня 1964 — 28 березня 1969 року — голова виконавчого комітету Одеської обласної ради депутатів трудящих.
28 березня 1969 — 19 березня 1976 року — голова виконавчого комітету Запорізької обласної ради депутатів трудящих.
13 лютого 1976 — 2 січня 1985 року — міністр сільського господарства Української РСР, голова Всеукраїнського республіканської Ради колгоспів.
З 19 лютого 1960 по 10 лютого 1976 року був кандидатом в члени, а з 13 лютого 1976 по 6 лютого 1986 року — членом ЦК Компартії України. Обирався депутатом Верховної Ради УРСР 5—10 скликань (1959–1985 роки), заступником голови Верховної Ради УРСР.
Помер у Києві 19 квітня 1991 року. Похований на Байковому кладовищі (ділянка № 52).

## Звання
- лейтенант
- старший лейтенант
- підполковник
- полковник

## Нагороди
- чотири ордени Леніна (26.02.1958, 1966, 1973,)
- орден Трудового Червоного Прапора (1970)
- орден Олександра Невського (1.03.1945)
- два ордени Вітчизняної війни 2-го ст. (13.05.1944, 6.04.1985)
- орден Червоної Зірки (29.10.1943)
- медаль «За відвагу» (1943)
- медаль «За оборону Кавказу»
- медаль «За перемогу над Німеччиною у Великій Вітчизняній війні 1941—1945 рр.»
- медалі
- почесна грамота Верховної Ради Української РСР (21.05.1980)

## Родина
Дружина — Віра Антонівна (1921), дочки: Лілія (1944), Тетяна (1950).